# Keteleeria fortunei
Keteleeria fortunei là một loài thực vật hạt trần trong họ Thông. Loài này được (A.Murray bis) Carrière miêu tả khoa học đầu tiên năm 1866.